# Rigodium toxarion
Rigodium toxarion är en bladmossart som beskrevs av Georg Friedrich von Jaeger 1878. Rigodium toxarion ingår i släktet Rigodium och familjen Lembophyllaceae. Inga underarter finns listade i Catalogue of Life.